# Corsia haianjensis
Corsia haianjensis là một loài thực vật có hoa trong họ Corsiaceae. Loài này được P.Royen miêu tả khoa học đầu tiên năm 1972.